# Wild Honey Pie
Wild Honey Pie — короткая песня The Beatles, написанная Полом Маккартни (в качестве авторов указаны Леннон/Маккартни) и вышедшая на альбоме «The Beatles» («The White Album»).
Маккартни единственный из всех The Beatles принимал участие в записи песни; Джон Леннон и Ринго Старр работали над другими песнями, а Джордж Харрисон был на отдыхе в Греции. «Wild Honey Pie» представляет собой короткий эксперимент Маккартни по мультитрековой записи (здесь многократно наложены друг на друга вокальные, гитарные и барабанные партии); первоначально он решил не включать его в альбом, однако песня настолько понравилась Патти Бойд, что всё-таки попала на пластинку. Название песни является отсылкой к другой композиции с Белого альбома — «Honey Pie».

## Кавер-версии
Песня была записана в 1988 году во время сессий на BBC альтернативной группой Pixies (запись вошла на их альбом 1998 года Pixies at the BBC) в характерной для себя «грязной» манере. Версия признаётся критиками очень удачной и часто называется в числе лучших когда-либо записанных кавер-версий The Beatles.
Также кавер-версия «Wild Honey Pie» была записана в 2005 году на BBC группой Part Chimp. Эта запись была приурочена к годовщине смерти Джона Леннона.